# Fölziehausen
Fölziehausen ist ein eingegliederter Ortsteil des Fleckens Duingen in der Samtgemeinde Leinebergland im Landkreis Hildesheim in Niedersachsen. Es ist Mitglied der Region Leinebergland, ein nach dem Leader-Ansatz gegründeter freiwilliger Zusammenschluss verschiedener Städte und Gemeinden im südlichen Niedersachsen.

## Eingemeindungen
Am 1. März 1974 wurde die ehemals selbstständige Gemeinde Fölziehausen in die Gemeinde Duingen eingegliedert. 1977 kam Duingen zum Landkreis Holzminden und wurde 1981 in den Landkreis Hildesheim umgegliedert. Am 1. November 2016 wurde die Samtgemeinde Duingen mit Gronau (Leine) zur neuen Samtgemeinde Leinebergland fusioniert. Duingen ist dadurch nicht mehr Verwaltungssitz, erhielt aber Außenstellen der neuen Samtgemeinde.

## Politik

### Gemeinderat und Bürgermeister
Fölziehausen wird auf kommunaler Ebene vom Gemeinderat des Fleckens Duingen vertreten.

### Wappen
Der Gemeinde wurde das Kommunalwappen am 3. August 1938 durch den Oberpräsidenten der Provinz Hannover verliehen. Der Landrat aus Alfeld überreichte es am 15. Dezember desselben Jahres.
| Wappen von Fölziehausen | Blasonierung: „Auf Blau über grünem Schildfuß ein silberner, mit einem senkrechten schwarzen Wolfshaken belegter Holzbrunnen, aus dem sich der Wasserstrahl in ein davorstehendes, gleichfalls silbernes Trogbecken ergießt.“ |
| Wappen von Fölziehausen | Wappenbegründung: Fölziehausen wird seit alters durch eine kräftige, als Brunnen gefasste Quelle, um die sich die Gehöfte des kleinen Dorfes gruppieren, mit Wasser versorgt. Die Bewohner sehen im nimmer versiegenden Quell den Anlass zur Begründung und eine der wertvollen Grundlagen ihrer Siedlung. Die Wolfsangel kennzeichnet noch heute den Brunnen als Gemeinschaftsbesitz. |

## Kultur und Sehenswürdigkeiten
Bauwerke
- Die evangelisch-lutherische Johanniskapelle ist ein 1961 errichteter, schlichter Putzbau auf Feldsteinsockel, der außen durch einen kleinen Dachreiter und innen durch eine gewölbte Holzdecke ausgezeichnet ist. Es handelt sich um einen Ersatzbau für eine 1732 errichtete und 1960 abgebrochene Fachwerkkapelle.[7][8][9]

## Fölziehausen in der Literatur
In Tom Clancys Roman Im Sturm (1986) ist Fölziehausen ein strategisch wichtiger Ort, sowohl für NATO als auch für sowjetische Streitkräfte und entscheidend für den Kriegsverlauf.